# Edward Kolb
Pour les articles homonymes, voir Kolb.
Edward W. « Rocky » Kolb, né le 2 octobre 1951 à La Nouvelle-Orléans, est un cosmologiste d'origine américaine actuellement en poste à l'université de Chicago. Il est docteur honoris causa à l'université Claude Bernard Lyon 1.